# 门德斯 (埃及)
门德斯（希臘語：Μένδης）是埃及代盖赫利耶省的一座城市，位于尼罗河三角洲东部，在曼苏拉以东35公里处。
门德斯在埃及语中称为Djedet，是古埃及第十六个诺姆“Kha”的首府。在古埃及时期有尼罗河的支流门德斯河在城市边流过，现以干涸。在第二十九王朝时期，门德斯曾被作为首都。